# Кирпиченко Михайло Якович
Михайло Якович Кирпиченко — український та російський гідробіолог і зоолог, фахівець з дрейсен, кандидат біологічних наук (1965). Запропонував метод боротьби з обростанням дрейсеною гідротехнічиних споруд.

## Життєпис
У 1930 році закінчив Київський університет і поступив до аспірантури в лабораторію І. І. Шмальгаузена в АН УРСР. До війни працював у Інституті зоології АН УРСР. Не був евакуйований з Києва і залишався працювати в наукових установах організованих німецькою окупаційною владою. З відходом німецьких військ у 1943 був направлений до табору в Польщі, де концентрували радянських вчених. Мав можливість втекти на захід, але повернувся до Києва, де був заарештований НКВС «за співпрацю» з окупантами і до 1955 перебував у радянських таборах. Після звільнення переїхав у Самарську область. Був співзасновником Інституту екології Волзького басейну РАН (Тольятті), де і працював до кінця 1990-х.

## Деякі публікації

### Наукові праці
- Кирпиченко М. Я. Новая форма личинки Cryptochironomus serpancus sp.n. (Diptera, Tendipedidae) // Зоол. журнал. — 1961. — Т. 40, № 5. — С. 780—781.
- Кирпиченко М. Я. Изучение биологии моллюска Dreissena polymorpha Pallas в Куйбышевском водохранилище // Тр. зонального совещ. по типологии и биологическому основанию рыбохозяйственного использования внутренних (пресноводных) водоемов южной зоны СССР. — Кишинёв, 1962. — С. 139—143.
- Кирпиченко М. Я. Особенности расселения дрейссены в условиях зарегулированной реки // Биологические аспекты изучения водохранилищ. — М.; Л.: Изд-во АН СССР, 1963. — С. 153 −158.
- Кирпиченко М. Я., Ляхов С. М. О проникновении Theodoxus pallasi Lindh. (Mollusca gastropoda) в Нижнюю Волгу // Материалы по биологии и гидрологии волжских водохранилищ: Сб. статей. — М.; Л.: Изд-во АН СССР, 1963. — С. 17-18.
- Кирпиченко М. Я., Михеев В. П., Штерн Е. П. Действие электрического тока на личинок дрейссены и планктонных рачков при малых экспозициях // Сб. матер, по биологии и гидрологии Волжских водохранилищ. — М.; Л.: Наука, 1963. — С. 76-80.
- Бирюков И. Н., Кирпиченко М. Я., Ляхов С. М., Сергеева Г. И. Условия обитания моллюска Dreissena polymorpha Pallas в Бабинском затоне р. Оки // Биология дрейссены и борьба с ней. (Сб. статей). — М.; Л.: Наука, 1964. — С. 38-46.
- Ляхов С. М., Кирпиченко М. Я., Михеев В. П. Обрастания дрейссены на гидроэлектростанциях и способы их предотвращения // Моллюски. Вопросы теоретической и прикладной малакологии: Тр. совещ. по изучению моллюсков (20-22 нояб. 1961 г., Ленинград). — М.; Л.: Изд-во АН СССР, 1964. — С. 289—298.
- Кирпиченко М. Я. Фенология, динамика численности и рост личинок дрейссены в Куйбышевском водохранилище // Тр. Ин-та биологии внутренних вод. — Л.: Наука. Ленингр. отд-ние, 1964. — Вып. 7 (10). — С. 19−30.
- Кирпиченко М. Я. Экология ранних стадий онтогенеза Dreissena polymorpha Pallas в связи с обрастанием гидротехнических сооружений: Автореф. дис…. канд. биол. наук. — Днепропетровск, 1965. — 20 с.
- Кирпиченко М. Я. Фауна скоплений нитчатых водорослей в Куйбышевском водохранилище // Экология и биология пресноводных беспозвоночных. — М.; Л.: Наука, 1965. — С. 137—140.
- Кирпиченко М. Я. Биология дрейссены и защита гидротехнических сооружений от обрастаний // Совещ. по биологии дрейссены и защите гидротехнических сооружений от ее обрастаний. Тез. докл.. — Тольятти, 1965. — С. 10–12.
- Кирпиченко М. Я. Экология онтогенетических стадий дрейссены в реках Волге и Каме // Первая конференция по изучению водоемов бассейна Волги. «Волга-1». — Тольятти, 1968. — С. 139—141.
- Кирпиченко М. Я. Речная дрейссена на северо-восточной окраине её ареала // Биология и продуктивность пресноводных организмов. — Л.: Наука, 1971. — С. 142—154.
- Кирпиченко М. Я. К экологии Dreissena polymorpha Pallas в Цимлянском водохранилище // Тр. ин-та биол. внутр. вод. — 1971. — Вып. 21(24). — С. 142—154.
- Кирпиченко М. Я. Экология онтогенетических стадий дрейссены в Волге и Каме // Материалы I конф. по изуч. водоемов бассейна Волги: Волга-1: Проблемы изучения и рационального использования биологических ресурсов водоемов. — Куйбышев, 1971. — С. 175—180.
- Бородич Н. Д., Дзюбан А. Н., Кирпиченко М. Я., Кузнецова С. П., Ляхов С. М., Сергеева Л. П. Гидробиологические исследования Саратовского водохранилища в пределах Самарской Луки в связи с процессом загрязнения и самоочищения // Материалы Всесоюз. науч. конф. по проблемам комплексного использования и охраны водных ресурсов бассейна Волги. — Пермь, 1975. — Вып. Вып. III. — С. 18-20.
- Кирпиченко М. Я., Ляхов С. М. Dreissena polymorpha Pallas и её значение в водоемах замедленного стока // Тез. докл. III съезда ВГБО. — Рига, 1976. — Т. 3. — С. 264—266.
- Кирпиченко М. Я., Антонов П. И. Интенсивность заселения дрейссеной водохранилищ // Круговорот веществ и энергии в водоёмах. Элементы биотического круговорота. Тез. докл. на 4-м Всесоюзном Лимнологическом совещании. Лиственичное на Байкале. — 1977. — С. 302−305.
- Кирпиченко М. Я., Антонов П. И. Рост Dreissena polymorpha (Pallas) в Саратовском водохранилище // Тр. комплексной экспедиции Саратовского ун-та по изучению Волгоградского и Саратовского водохранилищ. — Саратов: Изд-во Сарат. ун-та, 1982. — С. 68-88.
- Львова А. А., Макарова Г. Е., Каратаев А. Ю., Кирпиченко М. Я. Планктонные личинки // Дрейссена Dreissena polymorpha (Pall.) (Bivalvia, Dreissenidae). Систематика, экология, практическое значение. — М.: Наука, 1994. — 149—155 с.
- Кирпиченко М. Я. Проблема численности в экологии гидробионтов. — Тольятти: ИЭВБ РАН, 1997. — 52 с.

### Спогади
- Кирпиченко М. Я.  Літо сорок першого // Хроніка-2000 : альманах. — 2007. — Вып. 72. — С. 578—585.